# 神学
神学（しんがく、古希: θεολογία、羅: theologia、英: theology）とは、神をはじめとする宗教的概念についての理論的考察を行う学問である。
一般的に神学というとキリスト教の神学を指す場合が多いが、ユダヤ教やイスラームにも神学の伝統は存在する。神道や仏教における神学に相当する学問は、教学（きょうがく）や宗学（しゅうがく）と呼ばれることが多い。護教学（ごきょうがく）と呼ばれることもある。
英語: theology は、古代ギリシア語: θεολογία（theologia）に由来する。後者はθεός （神）および λόγος（言葉）の合成語であり、「神についての議論・論説（学問）」を意味する。

## 概要

### 啓示神学と自然神学
単に「神学」と言う場合、専ら啓示神学のみを指す場合がある（狭義の神学）。他方、啓示神学と自然神学を両方含めて「神学」とする場合もある（広義の神学）。
啓示神学（狭義の神学）とは、啓示、聖典、信仰など通常の人間の理性を超えたものを前提として立てた上で進められる、神についての議論である。この意味での神学は、理性によっては演繹不可能な信仰の保持および神の存在を前提とすることで、一切の思想的前提を立てない理性の学としての哲学とは異なるとする見方が一般的である。
自然神学とは、理性によって宗教的・神学的問題を探求しようとする学問である。この神学は、方法論も批判基準も哲学と同一であり、哲学の一部門と見做されることがある。トマス・アクィナスなどはこの種類の神学を展開した。神学は各宗教ごとに存在するものではなく、信仰そのものについて考察する学問として、一般神学が存在しうるとの理解も可能である。

### 神学と宗教学の相違
神学は、神の本質について原理・形而上学・思惟などのアプリオリな側面から考察しようとする。これに対し、宗教学は社会学、民俗学、人類学などの経験的諸学の視点から、宗教現象について考察しようとする。
キリスト教神学は、イエス・キリストへの信仰を前提とするという意味においてキリスト教宗教学と異なっている。キリスト教学との違いについては、対象は変わらないがアプローチの方法が異なるという意見と、本質的な違いはないという意見がある。

## 歴史

### プラトン
プラトンは『国家』第2巻において、ソクラテスの対話相手であるアデイマントスの発言の中で、θεολογία（theologia）という言葉を「神についての言論（ロゴス）」という意味で用いている。
| ギリシャ語 | 和訳 |
| --- | --- |
| … ὀρθῶς, ἔφη· ἀλλʼ αὐτὸ δὴ τοῦτο, οἱ τύποι περὶ θεολογίας τίνες ἂν εἶεν; τοιοίδε πού τινες, ἦν δʼ ἐγώ· οἷος τυγχάνει ὁ θεὸς ὤν, ἀεὶ δήπου ἀποδοτέον, ἐάντέ τις αὐτὸν ἐν ἔπεσιν ποιῇ ἐάντε ἐν μέλεσιν ἐάντε ἐν τραγῳδίᾳ. | …「その通りです」と彼は言った、「しかしそれでは、まさにこのこと––神論に関するの様式・規範––とはどのようなものでしょうか？」 「このようなものだ」と私は言った、「神が実際どのような存在であるかに即して、常にふさわしく帰するべきである——たとえ人が彼を言葉の中で表現するにせよ、詩歌や旋律の中で表現するにせよ、あるいは悲劇の中で表現するにせよ。」 |
| —Plato, Republic 379a. （強調は引用者による） | —プラトン『国家』379a |

またプラトンは、『法律』篇の第10巻や『ティマイオス』篇などにおいて無神論に反対し、諸天体の運動が神々の知性（ヌース）によって治められており、神々は人間を配慮しつつ宇宙全体の善を目指していることなどを、理性によって論証しようと試みた。

### アリストテレス
アリストテレスは『形而上学』第1巻及び第3巻において神学（theologia）という術語を用いており、詩の形式で神話を語る神学者（theologos）と、ロゴスによって事物の本質を探究する哲学者（philosophos）とを区別している。
一方、『形而上学』第6巻では、理論に関する哲学（φιλοσοφία θεωρητική）は次のように分類されている。
1. 数学[注釈 4]（epistēmē mathēmatikē）：質料から引き出された本質に関する知識[注釈 5]
2. 自然学（epistēmē physikē）：質料に浸沈された本質に関する知識[注釈 6]
3. 神学（epistēmē theologikē）：質料から離れた本質に関する知識[注釈 7]

アリストテレスの下では、形而上学（第一哲学）は神の本質についての議論を含んでいた。アリストテレス形而上学における神論の基礎となる、「質料から離れた本質」が実際に存在するか否かという問題は、第6巻で提起されている。アリストテレスは、もし仮にそのような本質・実体（古希: οὐσία）が実際に存在するなら、それこそが真に第一哲学の対象となると述べている。
『形而上学』第12巻では「質料から離れた本質・実体」の存在が肯定される。特に第12巻第7章以降では、第一原因は不動の動者であり、ゆえに他様であることが可能な質料をもたず、ゆえに必然によって存在し、永遠の本質・実体であり、それは思惟する思惟（νόησις νοήσεως）であり、それは愛されるものが愛する者を動かすように、諸天体を目的因的に動かすと説明する。第12巻第10章では、そのような存在が多数であるか一つであるかという問題が提起される。
第14巻ではプラトンのイデア論などを念頭に再批判が加えられ、「質料から離在する実体」が不動の動者以外にも複数存在すると考えることに慎重な立場が取られた。

### 古代ローマ
ローマ時代の著作家ウァロは、神学を三つに区分した。
1. 神話的神学（theologia mythica）：神々の神話に関するもの
2. 自然的神学（theologia naturalis）：神と宇宙論に関する哲学的、理性による分析
3. 市民的神学または政治的神学（theologia civilis）：公共の宗教的な行事、儀式、義務に関するもの

### 古代以降
テルトゥリアヌスやアウグスティヌスなどラテン語で著述したキリスト教神学者の中には、ウァロの三区分を参照した者もいた。これ以降の西洋における神学史については、このページの「キリスト教神学」の節で解説する。

## 各宗教における神学

### ユダヤ教
ユダヤ教神学は否定神学的もしくは超越神学的である。神は燃える柴の箇所（出エジプト記3章）で、自身の名をモーセに示したとされている。
神はモーセに語りかけて言われた、「わたしは"私は有る"という者である（エヒイェ・アシェル・エヒイェ）」。さらに言われた、「イスラエルの子らにこう告げよ、『"私は有る"（エヒイェ）がわたしをあなたがたのもとに遣わした』、と」。 —出エジプト記3章14節
また、「お前たちはわたしを誰に似せ、誰に比べようとするのか、と聖なる神は言われる」（イザヤ書40:25）という表現にも見られるように、神について、被造物との類似と比較の不可能性が強調される。これらの超越的性質は特にマイモニデスによって取り上げられた。彼は次のように書いている。"神は全く物体ではなく、神とその被造物の間には如何なる事物の中にも全く類似がない"。また、"神の存在は被造物の存在に似ていない"。したがって、"神の存在と、神の外にあるものの存在とが共に「存在」と呼ばれているのは、単に同音異義語としてだけである"。
この否定神学の根底にある超越という概念は、モーゼス・メンデルスゾーン、ヘルマン・コーエン、レオ・シュトラウスらのユダヤ哲学にも見られるものである。
そして、神に近づくには、トーラーとその注釈の研究、そして戒律（ミツワー）の実践があるのみである。非ユダヤ人（ゴイ）も皆ノアの七戒を遵守することによって神に近づくことができる。

### キリスト教

#### 歴史
ローマ時代の哲学者は神学について多く語らなかったが、先述の通り、ウァロはおそらくストア派によって既に理論化されていた三区分を取り上げて、神学を神話神学・自然神学・政治神学に分けた。ウァロの区分はアウグスティヌスをはじめとするキリスト教の著述家らにも取り上げられた。アウグスティヌスはこの3つの神学のうちの2つに反対し、「真の神の解釈」として「自然的神学」のみを保持すべきであると主張した。
初期キリスト教の時代にこの「神学」という術語が使用されたことは、キリスト教の著述家の間にも若干の混乱をもたらした。当時は、「神学」や「神学者」の用語が、ギリシャ神話やローマ神話と結び付けられたままだったからである。しかし、アレクサンドリアのクレメンスは、「永遠の言葉の神学」と「ディオニュソスの神学」を区別している。この術語が、新しい宗教であるキリスト教の神学のみに用いられるようになったのは、キリスト教の初期以降のことである。しかし、この言葉が指す内容は常に同じではない。「テオロギア」（theologia、神に関する言葉）という言葉は、神の言葉である聖書またはキリスト教の信仰告白（基本信条）を指す場合がある。
そのほかの神学者にとって、神学（テオロギア）は、一般的な神性あるいはキリストの神性についての論説であった。西洋の著述家たちは、中世スコラ哲学以前はこのテオロギアという用語をほとんど使用せず、「聖教」「聖学者」を意味する、doctorina sacra、sacra pagina、sacra erudito などの表現を好んだ。しかし、ラテン語で著作を行った神学者らは、やがてテオロギアという言葉を頻繁に用いるようになり、「テオロギア」という言葉がキリスト教の教義の体系的な研究という意味持つようになって、今日に至っている。
16世紀以降、「神学」という言葉は再びより一般的な意味を持つようになる。この一般性は「自然神学」という表現を通しても示される。自然神学とは、自然と思われる方法で神を知ることを指す。これ以降、「神学」という言葉は「ユダヤ神学」「イスラム神学」のように、キリスト教以外の宗教にも拡張された。
キリスト教における神学の重要性は、キリスト教が誕生した時点で既に持っていた拡張的な性質によっても説明されることができる。ユダヤの地で興ったキリスト教は、ギリシャ・ローマ世界の中で、彼らの哲学者たちに対抗して、彼らの用いた言葉によって、自らの見解を表現する必要が生じた。その結果、キリスト教新プラトン主義や修正アリストテレス主義がローマ帝国領内に現れた。初期の福音書がギリシャ語で書かれていることにも、初期のキリスト教会のギリシャ・ローマ文化への自発的な拡張的要素を見出すことができる。（世界宗教の項目も参照）

#### 否定神学
肯定神学とは反対に、神に肯定的な性質を帰属させず、否定的な性質のみを帰属させる神学を否定神学と呼ぶ。この種の議論は、人間の言語が神の高遠な属性を扱うには不十分であるという考えに基づいている。
否定神学者は、人の言語使用が神を二重に貶めることになると主張する。すなわち、（１）文は主語と述語から成るが、神を文の主語にすることは神を客体化することであり、（２）神に述語を与えることは、神の性質を他の対象にも当てはめうるものとしてしまうからである。したがって、このような方法で神について語ることは、神と人の間の「折衷的妥協形成」として神話を用いることに等しい。だが、神話はこれを極めて不適切に語る――なぜなら、見えないものを見えるものに貶めてしまうからである。このために「脱神話化」（ルドルフ・ブルトマン）の必要がある。
神の本質は人間の思考と言語の限界を超えており、真に表現することは不可能である。だからこそ、人はそれが何ではないのかを飽きることなく述べることができても、それが実際に何であるかを述べることはできない。
最も徹底した否定神学は、ウィトゲンシュタインの命題「語り得ないものについては、沈黙しなければならない」（『論理哲学論考』7）を神学探求の出発点とすることかもしれない。

#### 哲学的神学または自然神学
自然神学（弁神論を含む）は、啓示に依拠せず、理性のみによって知られる神の性質と属性を扱う哲学的学問である。
この分野は、論証と演繹による方法で神の性質を明らかにすることを目指す。例えば、アウグスティヌスはプラトンの、トマス・アクィナスはアリストテレスの哲学にそれぞれ影響を受けて自らの神学を確立しようとした。
デカルトやライプニッツの神に関する哲学も自然神学に含まれる。これらは、特に存在論的論証によって神の存在の証明を試み、永遠性、完全性、善性、全能などの神の諸属性を議論しようとしている。
しかし、この哲学的アプローチは批判されている。特に、その冷淡さや、信仰に頼らないという側面が、信仰者からは問題にされることがある。例えば、パスカルが『追憶』の中で「哲学者や学者の神ではなく、アブラハムの神、イサクの神、ヤコブの神よ」と呼びかけているように、信仰の直接的な経験を重視する立場もある。また、理性は哲学者を宗教に近づけることもあるが、同時に彼らを宗教から遠ざけ、無神論や不可知論を支持する手段にもなりうると主張する立場もある。

#### その他の神学
特定の神学者の名を冠して「バルト神学」などという場合や、ある思想名を冠してその思想との融合・発展を意味する場合（例：自由主義神学）もある。
- スコラ神学
- プロセス神学、プロセス哲学

### イスラム教
キリスト教神学の議論と並行するイスラーム神学の議論はカラームと呼ばれている。イスラム神学の中心は、イスラム法（シャリーア）やイスラム法学（フィクフ）の研究と発展である。

### 仏教
仏教では「宗学」や「教学」が用いられている。あるいは仏教哲学という用語が好まれる。
- 三身

### ヒンドゥー教
- ヴェーダーンタ学派
- ヴィシュヌ派
- シヴァ派
- シャクティ派

### 神道
神道においては、真野時綱『古今神学類編』と書名に使われるように、江戸時代から用いられている言葉ではあるが、現代の神道では「教学」を用いることが多い（例：「神社本庁教学研究所」）。